# Гран-прі Союзу кінокритиків Бельгії
Гран-прі Союзу кінокритиків Бельгії (нід. Grote prijs de unie van de filmkritiek) — щорічна нагорода, яку з 1954 року присуджує Союз кінокритиків Бельгії фільму «який став найбільшим внеском та збагатив кінематограф»

## Переможці та номінанти
Переможців (з 1989 року) виділено жирним шрифтом та окремим кольором; номінантів — курсивом.

### 1950-і
| Рік  | Фільм                    | Оригінальна назва              | Режисер         | Країна |
| ---- | ------------------------ | ------------------------------ | --------------- | ------ |
| 1955 | Неаполітанська карусель  | Carosello napoletano           | Етторе Джанніні | Італія |
| 1956 | Діти, мати і генерал     | Kinder, Mütter und ein General | Ласло Бенедек   | ФРН    |
| 1957 | Пікнік                   | Picnic                         | Джошуа Логан    | США    |
| 1958 | 12 розгніваних чоловіків | 12 Angry Men                   | Сідні Люмет     | США    |
| 1959 | Шляхи слави              | Paths of Glory                 | Стенлі Кубрик   | США    |

### 1960-і
| Рік  | Фільм                 | Оригінальна назва            | Режисер           | Країна          |
| ---- | --------------------- | ---------------------------- | ----------------- | --------------- |
| 1960 | Хіросіма, моя любов   | Hiroshima mon amour          | Ален Рене         | Франція Японія  |
| 1961 | Пістолет у лівій руці | The Left Handed Gun          | Артур Пенн        | США             |
| 1962 | Вірідіана             | Viridiana                    | Луїс Бунюель      | Іспанія         |
| 1963 | Та, що створила диво  | The Miracle Worker           | Артур Пенн        | США             |
| 1964 | Скачи по горах        | Ride the High Country        | Сем Пекінпа       | США             |
| 1965 | Доктор Стрейнджлав    | Dr. Strangelove              | Стенлі Кубрик     | США             |
| 1966 | Вправність            | The Knack …and How to Get It | Річард Лестер     | Велика Британія |
| 1967 | Жінка в пісках        | 砂の女Suna no onna           | Хіросі Тесігахара | Японія          |
| 1968 | Нещасний випадок      | Accident                     | Джозеф Лоузі      | Велика Британія |
| 1969 | Стокротки             | Sedmikrásky                  | Віра Хитілова     | Чехословаччина  |

### 1970-і
| Рік  | Фільм                                   | Оригінальна назва              | Режисер             | Країна             |
| ---- | --------------------------------------- | ------------------------------ | ------------------- | ------------------ |
| 1970 | Одален 31                               | Ådalen 31                      | Бу Відерберг        | Швеція             |
| 1971 | Загнаних коней пристрілюють, чи не так? | They Shoot Horses, Don't They? | Сідні Поллак        | США                |
| 1972 | Конформіст                              | Il conformista                 | Бернардо Бертолуччі | Італія Франція ФРН |
| 1973 | Кабаре                                  | Cabaret                        | Боб Фосс            | США                |
| 1974 | Жирне місто                             | Fat City                       | Джон Г'юстон        | США                |
| 1975 | Злочин в ім'я кохання                   | Delitto d'amore                | Луїджі Коменчіні    | Італія             |
| 1976 | Агірре, гнів божий                      | Aguirre, der Zorn Gottes       | Вернер Герцоґ       | ФРН                |
| 1977 | Жінка під впливом                       | A Woman Under the Influence    | Джон Кассаветіс     | США                |
| 1978 | Під стук трамвайних коліс               | どですかでん / Dodesukaden     | Акіра Куросава      | Японія             |
| 1979 | Округ Харлан, США                       | Harlan County, USA             | Барбара Коппл       | США                |

### 1980-і
| Рік  | Фільм                 | Оригінальна назва          | Режисер                    | Країна          |
| ---- | --------------------- | -------------------------- | -------------------------- | --------------- |
| 1980 | Кінофронт             | Newsfront                  | Філіп Нойс                 | Австралія       |
| 1981 | Стадо                 | Sürü                       | Їлмаз Ґюней та Зекі Йоктен | Туреччина       |
| 1982 | Людина-слон           | The Elephant Man           | Девід Лінч                 | США             |
| 1983 | Шлях Каттера          | Cutter's Way               | Іван Пассер                | США             |
| 1984 | Зеліґ                 | Zelig                      | Вуді Аллен                 | США             |
| 1985 | Контракт рисувальника | The Draughtsman's Contract | Пітер Гріневей             | Велика Британія |
| 1986 | Дивніше, ніж в раю    | Stranger Than Paradise     | Джим Джармуш               | США, ФРН        |
| 1987 | Гірські вогні         | Höhenfeuer                 | Фреді М. Мюрер             | Швейцарія       |
| 1988 | Небо над Берліном     | Der Himmel über Berlin     | Вім Вендерс                | ФРН Франція     |
| 1989 | Птах                  | Bird                       | Клінт Іствуд               | США             |
| 1989 | Бенкет Бабетти        | Babettes gæstebud          | Габріель Аксель            | Данія           |
| 1989 | Хай живе синьйора!    | Lunga vita alla signora!   | Ерманно Ольмі              | Італія          |
| 1989 | Надія і слава         | Hope and Glory             | Джон Бурмен                | Велика Британія |
| 1989 | Будинок ігор          | House of Games             | Девід Мемет                | США             |

### 1990-і
| Рік  | Фільм                         | Оригінальна назва                              | Режисер                    | Країна                                     |
| ---- | ----------------------------- | ---------------------------------------------- | -------------------------- | ------------------------------------------ |
| 1990 | Далекі голоси, застиглі життя | Distant Voices, Still Lives                    | Теренс Девіс               | Велика Британія                            |
| 1990 | Чорний дощ                    | 黒い雨 / Kuroi ame                             | Сьохей Імамура             | Японія                                     |
| 1990 | Пов'язані насмерть            | Dead Ringers                                   | Девід Кроненберг           | Канада США                                 |
| 1990 | Роби як належить!             | Do the Right Thing                             | Спайк Лі                   | США                                        |
| 1990 | Такер: Людина і його мрія     | Tucker: The Man and His Dream                  | Френсіс Форд Коппола       | США                                        |
| 1991 | Короткий фільм про кохання    | Krótki film o miłości                          | Кшиштоф Кесльовський       | Польща                                     |
| 1991 | Замри-помри-воскресни!        | Zamri, umri, voskresni!                        | Віталій Каневський         | СРСР                                       |
| 1991 | Роджер і я                    | Roger & Me                                     | Майкл Мур                  | США                                        |
| 1991 | Чоловік перукарки             | Le Mari de la Coiffeuse                        | Патріс Леконт              | Франція                                    |
| 1991 | Дикі серцем                   | Wild at Heart                                  | Девід Лінч                 | США                                        |
| 1992 | Ангел за моїм столом          | An Angel at My Table                           | Джейн Кемпіон              | Австралія Нова Зеландія                    |
| 1992 | Бартон Фінк                   | Barton Fink                                    | Джоен та Ітан Коени        | США Велика Британія                        |
| 1992 | Делікатеси                    | Delicatessen                                   | Марк Каро та Жан-П'єр Жене | Франція                                    |
| 1992 | Перехрестя Міллера            | Miller's Crossing                              | Джоен та Ітан Коени        | США                                        |
| 1992 | Мовчання ягнят                | The Silence of the Lambs                       | Джонатан Деммі             | США                                        |
| 1993 | Запали червоний ліхтар        | 大红灯笼高高挎 / Da hong deng long gao gao gua | Чжан Їмоу                  | Чилі Гонконг Тайвань                       |
| 1993 | Жако з Нанта                  | Jacquot de Nantes                              | Аньєс Варда                | Франція                                    |
| 1993 | Ріфф-Рафф                     | Riff-Raff                                      | Кен Лоуч                   | Велика Британія                            |
| 1993 | Викрадач дітей                | Il ladro di bambini                            | Джанні Амеліо              | Італія                                     |
| 1993 | Довіра                        | Trust                                          | Хел Хартлі                 | США                                        |
| 1994 | Град каміння                  | Raining Stones                                 | Кен Лоуч                   | Велика Британія                            |
| 1994 | Місто надії                   | City of Hope                                   | Джон Сейлз                 | США                                        |
| 1994 | Оголені                       | Naked                                          | Майк Лі                    | Велика Британія                            |
| 1994 | Один невірний хід             | One False Move                                 | Карл Франклін              | США                                        |
| 1994 | Скажені пси                   | Reservoir Dogs                                 | Квентін Тарантіно          | США                                        |
| 1995 | Екзотика                      | Exotica                                        | Атом Егоян                 | Канада                                     |
| 1995 | Дорогий щоденник              | ''Caro diario                                  | Нанні Моретті              | Франція Італія                             |
| 1995 | Кримінальне чтиво             | Pulp Fiction                                   | Квентін Тарантіно          | США                                        |
| 1995 | Рубі в раю                    | Ruby in Paradise                               | Віктор Нуньєс              | США                                        |
| 1995 | Що гнітить Гілберта Грейпа    | What's Eating Gilbert Grape                    | Ласс Халлстрем             | США                                        |
| 1996 | Маленька Одеса                | Little Odessa                                  | Джеймс Грей                | США                                        |
| 1996 | Перед дощем                   | Pred doždot                                    | Мільчо Манчевський         | Північна Македонія Франція Велика Британія |
| 1996 | Ед Вуд                        | Ed Wood                                        | Тім Бертон                 | США                                        |
| 1996 | Небесні створіння             | Heavenly Creatures                             | Пітер Джексон              | Нова Зеландія Німеччина                    |
| 1996 | Колись вони були воїнами      | Once Were Warriors                             | Лі Тамахорі                | Нова Зеландія                              |
| 1997 | Дрейфуючі хмари               | Kauas pilvet karkaavat                         | Акі Каурісмякі             | Фінляндія                                  |
| 1997 | Зв'язок                       | Bound                                          | Вачовскі                   | США                                        |
| 1997 | Автокатастрофа                | Crash                                          | Девід Кроненберг           | Канада                                     |
| 1997 | Фарґо                         | Fargo                                          | Джоел та Ітан Коени        | Велика Британія США                        |
| 1997 | Обіцянка                      | La Promesse                                    | Жан-П'єр та Люк Дарденни   | Бельгія Франція                            |
| 1998 | Зірка шерифа                  | Lone Star                                      | Джон Сейлз                 | США                                        |
| 1998 | Життя Ісуса                   | La vie de Jésus                                | Бруно Дюмон                | FRA                                        |
| 1998 | Загублене шосе                | Lost Highway                                   | Девід Лінч                 | США                                        |
| 1998 | Чоловічий стриптиз            | The Full Monty                                 | Пітер Каттанео             | Велика Британія                            |
| 1998 | Коли ми були королями         | When We Were Kings                             | Леон Гаст                  | США                                        |
| 1999 | Феєрверк                      | 花-火 / Hana-bi                                | Такесі Кітано              | Японія                                     |
| 1999 | Джекі Браун                   | Jackie Brown                                   | Квентін Тарантіно          | США                                        |
| 1999 | Тільки Бог мене бачить        | ''Dieu seul me voit                            | Бруно Подалідес            | Франція                                    |
| 1999 | Великий Лебовські             | The Big Lebowski                               | Джоел та Ітан Коени        | США                                        |
| 1999 | Генерал                       | The General                                    | Джон Бурмен                | Ірландія                                   |

### 2000-і
| Рік  | Фільм                       | Оригінальна назва                       | Режисер                               | Країна                       |
| ---- | --------------------------- | --------------------------------------- | ------------------------------------- | ---------------------------- |
| 2000 | Свято                       | Festen                                  | Томас Вінтерберг                      | Данія Швеція                 |
| 2000 | Пес-примара: шлях самурая   | Ghost Dog: The Way of the Samurai       | Джим Джармуш                          | США Німеччина Франція Японія |
| 2000 | Щастя                       | Happiness                               | Тодд Солондз                          | США                          |
| 2000 | Біжи, Лоло, біжи            | Lola rennt                              | Том Тиквер                            | Німеччина                    |
| 2000 | Нас понесе вітер            | ‎‎باد ما را خواهد برد                     | Аббас Кіаростамі                      | Іран                         |
| 2001 | Любовний настрій            | 花样 年华 / Fa yeung nin wa             | Вонг Карвай                           | Гонконг                      |
| 2001 | Краса по-американськи       | American Beauty                         | Сем Мендес                            | США                          |
| 2001 | Богоматір убивць            | La virgen de los sicarios               | Барбет Шредер                         | Колумбія Іспанія Франція     |
| 2001 | Принцеса Мононоке           | もののけ姫 / Mononoke-hime              | Міядзакі Хаяо                         | Японія                       |
| 2001 | Таємниця річки Сучжоу       | 苏州河 / Sūzhōu Hé                      | Лоу Є                                 | КНР                          |
| 2002 | Сука-любов                  | Amores perros                           | Алехандро Гонсалес Іньярріту          | Мексика                      |
| 2002 | Пам'ятай                    | Memento                                 | Крістофер Нолан                       | США                          |
| 2002 | Збирачі і збирачка (док.)   | Les glaneurs et la glaneuse             | Аньєс Варда                           | Франція                      |
| 2002 | Обіцянка                    | The Pledge                              | Шон Пенн                              | США                          |
| 2002 | Один і два                  | Yi Yi                                   | Едвард Янг                            | Тайвань Японія               |
| 2003 | Штрихи вогню                | 취화선 / Chi-hwa-seon                   | Ім Квон Тхек                          | Південна Корея               |
| 2003 | Боулінг для Колумбіни       | Bowling for Columbine                   | Майкл Мур                             | США                          |
| 2003 | Примарний світ              | Ghost World                             | Террі Цвігофф                         | США                          |
| 2003 | Гоп                         | Hop                                     | Домінік Стандер                       | Бельгія                      |
| 2003 | Лантана                     | Lantana                                 | Рей Лоуренс                           | Австралія                    |
| 2004 | Найкращі роки молодості     | La meglio gioventù                      | Марко Тулліо Джордана                 | Італія                       |
| 2004 | Адаптація                   | Adaptation                              | Спайк Джонз                           | США                          |
| 2004 | Кохання, що збиває з ніг    | Punch-Drunk Love                        | Пол Томас Андерсон                    | США                          |
| 2004 | Сен і Тіхіро у полоні духів | Sen to Chihiro no Kamikakushi           | Міядзакі Хаяо                         | Японія                       |
| 2004 | Тихий американець           | The Quiet American                      | Філіп Нойс                            | Німеччина США                |
| 2005 | Олдбой                      | 올드보이 / Oldeuboi                     | Пак Чхан Ук                           | Південна Корея               |
| 2005 | Американська пишнота        | American Splendor                       | Шарі Спрінгер Берман, Роберт Пульчіні | США                          |
| 2005 | Вічне сяйво чистого розуму  | Eternal Sunshine of the Spotless Mind   | Мішель Ґондрі                         | США                          |
| 2005 | Подвійна рокіровка          | Mou gaan dou                            | Ендрю Лау, Алан Мак                   | Гонконг                      |
| 2005 | Шаблон:Труднощі перекладу   | Lost in Translation                     | Софія Коппола                         | США                          |
| 2006 | Порожній будинок            | 빈집 / Bin-jip                          | Кім Кі Дук                            | Південна Корея Японія        |
| 2006 | Виправдана жорстокість      | A History of Violence                   | Девід Кроненберг                      | США Німеччина Канада         |
| 2006 | На узбіччі                  | Sideways                                | Александер Пейн                       | США                          |
| 2006 | Море всередині              | Mar adentro                             | Алехандро Аменабар                    | Іспанія Франція Італія       |
| 2006 | Три могили                  | The Three Burials of Melquiades Estrada | Томмі Лі Джонс                        | США Франція                  |
| 2007 | Сиріана                     | Syriana]]                               | Стівен Ґеґген                         | США                          |
| 2007 | Лабіринт Фавна              | ''El laberinto del fauno                | Гільєрмо дель Торо                    | Іспанія Мексика              |
| 2007 | Асистентка                  | ''Tourneuse de pages                    | Дені Деркур                           | Франція                      |
| 2007 | Кальмар і кит               | The Squid and the Whale                 | Ной Баумбах                           | США                          |
| 2007 | Норовлива хмара             | 天邊 一 朵雲 / Tiānbiān yī duǒ yún      | Цай Мінлян                            | Тайвань                      |
| 2008 | На краю раю                 | Auf der anderen Seite                   | Фатіх Акін                            | Німеччина Туреччина Італія   |
| 2008 | 12:08 на схід від Бухаресту | ''A fost sau n-a fost?                  | Корнеліу Порумбою                     | Румунія                      |
| 2008 | Прокляття золотої квітки    | 满城尽带黄金甲                          | Чжан Їмоу                             | КНР                          |
| 2008 | Скафандр і метелик          | Le scaphandre et le papillon            | Джуліан Шнабель                       | Франція США                  |
| 2008 | Вторгнення динозавра        | Goemul                                  | Пон Джунхо                            | Південна Корея               |
| 2009 | Голод                       | Hunger                                  | Стів Макквін                          | Велика Британія Ірландія     |
| 2009 | Ігри диявола                | Before the Devil Knows You're Dead      | Сідні Люмет                           | США Велика Британія          |
| 2009 | Гомора                      | ''Gomorra                               | Маттео Ґарроне                        | Італія                       |
| 2009 | Нафта                       | There Will Be Blood                     | Пол Томас Андерсон                    | США                          |
| 2009 | Коханці                     | Two Lovers                              | Джеймс Грей                           | США                          |

### 2010-і
| Рік  | Фільм                                                | Оригінальна назва                            | Режисер                                    | Країна                                             |
| ---- | ---------------------------------------------------- | -------------------------------------------- | ------------------------------------------ | -------------------------------------------------- |
| 2010 | Антихрист                                            | Antichrist                                   | Ларс фон Трієр                             | Данія Німеччина Франція                            |
| 2010 | Пророк                                               | ''Un prophète                                | Жак Одіар                                  | Франція                                            |
| 2010 | Акваріум                                             | Fish Tank                                    | Андреа Арнольд                             | Велика Британія                                    |
| 2010 | Дивовижний                                           | Il Divo                                      | Паоло Соррентіно                           | Італія Франція                                     |
| 2010 | Пішки-пішки                                          | 歩いても 歩いても / Aruitemo aruitemo        | Хірокадзу Корееда                          | Японія                                             |
| 2011 | Самотній чоловік                                     | A Single Man                                 | Том Форд                                   | США                                                |
| 2011 | Ще один рік                                          | Another Year                                 | Майк Лі                                    | Велика Британія                                    |
| 2011 | Незрівнянний містер Фокс                             | Fantastic Mr. Fox                            | Вес Андерсон                               | США Велика Британія                                |
| 2011 | Мати                                                 | 마더 / Madeo                                 | Пон Чжун Хо                                | Південна Корея                                     |
| 2011 | Поезія                                               | 시 / Shi                                     | Лі Чхандон                                 | Південна Корея                                     |
| 2012 | Артист                                               | The Artist                                   | Мішель Азанавічус                          | Франція                                            |
| 2012 | Надер і Симін: Розлучення                            | جدایی نادر از سیمین‎‎ / Jodái-e Náder az Simin | Асгар Фархаді                              | Іран                                               |
| 2012 | Драйв                                                | Drive                                        | Ніколас Вайндінґ Рефн                      | США                                                |
| 2012 | Необхідне вбивство                                   | Essential Killing                            | Єжи Сколімовський                          | Польща                                             |
| 2012 | Зимова кістка                                        | Winter's Bone                                | Дебра Ґранік                               | США                                                |
| 2013 | Звірі дикого Півдня                                  | Beasts of the Southern Wild                  | Бен Зайтлін                                | США                                                |
| 2013 | Ернест і Селестина : Пригоди мишки і ведмедя (анім.) | Ernest et Célestine                          | Бенжамен Реннер, Венсан Патар, Стефан Об'є | Франція Бельгія                                    |
| 2013 | Кілер Джо                                            | Killer Joe                                   | Вільям Фрідкін                             | США                                                |
| 2013 | Укриття                                              | Take Shelter                                 | Джефф Ніколс                               | США                                                |
| 2013 | Сором                                                | Shame                                        | Стів Макквін                               |                                                    |
| 2014 | Мад                                                  | Mud                                          | Джефф Ніколс                               | США                                                |
| 2014 | Життя Адель                                          | La Vie d'Adèle — Chapitres 1 & 2             | Абделатіф Кешиш                            | Франція Бельгія Іспанія                            |
| 2014 | Відв'язні канікули                                   | Spring Breakers                              | Гармоні Корін                              | США                                                |
| 2014 | Велика краса                                         | La grande bellezza                           | Паоло Соррентіно                           | Італія Франція                                     |
| 2014 | Прості складнощі Ніко Фішера                         | Oh Boy!                                      | Ян Оле Герстер                             | Німеччина                                          |
| 2015 | Тімбукту                                             | Timbuktu                                     | Абдеррахман Сіссако                        | Франція Мавританія                                 |
| 2015 | Юність                                               | Boyhood                                      | Річард Лінклейтер                          | США                                                |
| 2015 | Готель «Ґранд Будапешт»                              | The Grand Budapest Hotel                     | Вес Андерсон                               | США Німеччина Велика Британія                      |
| 2015 | Ґет                                                  | Gett, le procès de Viviane Amsalem           | Роніт Елькабец, Шломі Елькабец             | Ізраїль Франція                                    |
| 2015 | Хресний шлях                                         | Kreuzweg                                     | Дітріх Брюггеманн                          | Німеччина                                          |
| 2016 | Син Саула                                            | Saul Fia                                     | Ласло Немеш                                | Угорщина                                           |
| 2016 | Лобстер                                              | The Lobster                                  | Йоргос Лантімос                            | Ірландія Велика Британія Греція Франція Нідерланди |
| 2016 | Шалений Макс: Дорога гніву                           | Mad Max: Fury Road                           | Джордж Міллер                              | США Австралія                                      |
| 2016 | Мустанг                                              | Mustang                                      | Deniz Gamze Ergüven                        | Франція Німеччина Туреччина Катар                  |
| 2016 | Одержимість                                          | Whiplash                                     | Демієн Шазелл                              | США                                                |
| 2017 | Керол                                                | Carol                                        | Тодд Генйс                                 | Велика Британія США                                |
| 2017 | Франц                                                | Frantz                                       | Франсуа Озон                               | Франція Німеччина                                  |
| 2017 | Будь-якою ціною                                      | Hell or High Water                           | Девід Маккензі                             | США                                                |
| 2017 | Патерсон                                             | Paterson                                     | Джим Джармуш                               | США                                                |
| 2017 | Трумен                                               | Truman                                       | Сеск Гай                                   | Іспанія Аргентина                                  |
| 2018 | Нелюбов                                              | Нелюбовь                                     | Андрій Звягінцев                           | Росія Франція                                      |
| 2018 | Леді Макбет                                          | Lady Macbeth                                 | Вільям Олдройд                             | Велика Британія                                    |
| 2018 | Манчестер біля моря                                  | Manchester by the Sea                        | Кеннет Лонерган                            | США                                                |
| 2018 | Пастка                                               | Get Out                                      | Джордан Піл                                | США                                                |
| 2018 | Фантастична жінка                                    | Una mujer fantástica                         | Себастьян Леліо                            | Чилі США Німеччина Іспанія                         |
| 2019 | Холодна війна                                        | Zimna wojna                                  | Павел Павліковський                        | Польща Франція Велика Британія                     |
| 2019 | Проєкт «Флорида»                                     | The Florida Project                          | Шон Бейкер                                 | США                                                |
| 2019 | Три білборди за межами Еббінга, Міссурі              | Three Billboards Outside Ebbing, Missouri    | Мартін Макдона                             | США Велика Британія                                |
| 2019 | Рома                                                 | Roma                                         | Альфонсо Куарон                            | Мексика                                            |
| 2019 | Гірська жінка: на війні                              | Kona fer í stríð                             | Бенедикт Ерлінґссон                        | Франція Ісландія Україна                           |

### 2020-і
| Рік  | Фільм                | Оригінальна назва       | Режисер                         | Країна         |
| ---- | -------------------- | ----------------------- | ------------------------------- | -------------- |
| 2020 | Робота без авторства | Werk ohne Autor         | Флоріан Генкель фон Доннерсмарк | Німеччина      |
| 2020 | Джокер               | Joker                   | Тодд Філліпс                    | США            |
| 2020 | Шлюбна історія       | Marriage Story          | Ной Баумбах                     | США            |
| 2020 | Знедолені            | Les Misérables          | Ладж Лі                         | Франція        |
| 2020 | Паразити             | 기생충 / Gi-saeng-chung | Пон Джун Хо                     | Південна Корея |